# Dongfeng (häradshuvudort)
Dongfeng (kinesiska: Tung-p’ing-hsien, Ta-tu-ch’uan, 东丰) är en häradshuvudort i Kina. Den ligger i provinsen Jilin, i den nordöstra delen av landet, omkring 140 kilometer söder om provinshuvudstaden Changchun.
Runt Dongfeng är det tätbefolkat, med 276 invånare per kvadratkilometer. Närmaste större samhälle är Meihekou, 18,3 km sydost om Dongfeng. Trakten runt Dongfeng består till största delen av jordbruksmark.
Genomsnittlig årsnederbörd är 1 071 millimeter. Den regnigaste månaden är juli, med i genomsnitt 251 mm nederbörd, och den torraste är januari, med 11 mm nederbörd.